# Zaprionus cercus
Zaprionus cercus är en tvåvingeart som beskrevs av Chassagnard och Mcevey 1992. Zaprionus cercus ingår i släktet Zaprionus och familjen daggflugor.
Artens utbredningsområde är Madagaskar. Inga underarter finns listade i Catalogue of Life.